# Lake Wallace
Lake Wallace är en sjö i Australien. Den ligger i delstaten Victoria, omkring 340 kilometer väster om delstatshuvudstaden Melbourne. Lake Wallace ligger 152 meter över havet. Arean är 1,6 kvadratkilometer. Den sträcker sig 1,7 kilometer i nord-sydlig riktning, och 1,2 kilometer i öst-västlig riktning.
Följande samhällen ligger vid Lake Wallace:
- Edenhope (783 invånare)

Trakten runt Lake Wallace består till största delen av jordbruksmark. Trakten runt Lake Wallace är nära nog obefolkad, med mindre än två invånare per kvadratkilometer. Genomsnittlig årsnederbörd är 753 millimeter. Den regnigaste månaden är juli, med i genomsnitt 126 mm nederbörd, och den torraste är februari, med 19 mm nederbörd.